# Piazza Ba Đình
Piazza Ba Đình (Quảng trường Ba Đình in vietnamita) è il nome di una piazza nel centro di Hanoi, capitale del Vietnam.
È famosa per essere stato il luogo in cui il Presidente Ho Chi Minh lesse la proclamazione d'indipendenza della Repubblica Democratica del Vietnam il 2 settembre 1945. Prende il suo nome dalla rivolta di Ba Đình, una ribellione contro il controllo coloniale francese avvenuta tra il 1886 ed il 1887 nell'ambito del movimento Cần Vương. Alla morte di Ho Chi Minh il suo mausoleo venne costruito sulla piazza.
La piazza è situata al centro dell'omonimo distretto ed è circondata da una serie di edifici governativi tra cui il Palazzo presidenziale, il Ministero degli affari esteri, il Ministero della pianificazione e degli investimenti e l'Assemblea nazionale.

Panorama della piazza